# Bradley Smith
Bradley Smith, né le 28 novembre 1990 à Oxford, est un pilote de vitesse moto britannique. Il évolue dans la catégorie Moto2 pour la saison 2011.
Rookie of the year pour ses débuts en 2006 en 125 cm3 (meilleur débutant de la saison), il rejoint le team Polaris World en 2008, saison durant laquelle il réalise ses meilleures performances, en décrochant 4 podiums, sans toutefois connaître les joies de la victoire.
Disposant pour la saison 2009 d'un guidon au sein du team Aspar, il décroche son premier succès à Jerez, dès le 3e grand prix de la saison et s'affirme comme un sérieux prétendant pour le titre.
Il s'engage avec l'équipe française Tech 3 Racing pour sa première saison en Moto2 en 2011 et prolonge ensuite de trois ans, soit jusqu'en 2014, son contrat.Il évoluera en MotoGP pour la saison 2013 dans le Team Tech 3  sur une Yamaha M1 aux côtés de Cal Crutchlow. Tech 3 est une écurie dite satellite et dispose d'une écurie privée.
De 2014 à 2016, il reste dans l'écurie Tech 3 dirigée par Hervé Poncharal. Il a comme coéquipier Pol Espargaro.
En 2017, il rejoint l'écurie Red Bull KTM avec son coéquipier Pol Espargaro, au guidon de la KTM RC16. Il reste au sein de l'équipe la saison suivante.
En 2019, il ne retrouve pas de guidon en tant que pilote dans aucune écurie. Il devient alors pilote testeur pour Aprilia Gresini en catégorie MotoGP.

## Carrière en Grand Prix moto

### Par saison
(Mise à jour après le  Grand Prix moto du Portugal 2020)
| Année | Cat.    | Équipe                      | Moto         | GP  | Vict. | Podiums | Poles | MTC | Pts    | Position | Titres |
| ----- | ------- | --------------------------- | ------------ | --- | ----- | ------- | ----- | --- | ------ | -------- | ------ |
| 2006  | 125 cm³ | Team Repsol Honda           | Honda        | 14  | -     | -       | -     | -   | 20     | 19e      | -      |
| 2007  | 125 cm³ | Team Repsol Honda           | Honda        | 16  | -     | 1       | -     | -   | 101    | 10e      | -      |
| 2008  | 125 cm³ | Team Polaris World          | Aprilia      | 17  | -     | 4       | 3     | -   | 150    | 6e       | -      |
| 2009  | 125 cm³ | Team Bancaja Aspar          | Aprilia      | 16  | 2     | 9       | 3     | 3   | 223.5  | 3e       | -      |
| 2010  | 125 cm³ | Team Bancaja Aspar          | Aprilia      | 17  | 1     | 6       | 3     | 1   | 223    | 4e       | -      |
| 2011  | Moto2   | Tech 3 Racing               | Tech 3       | 16  | -     | 3       | -     | 1   | 121    | 7e       | -      |
| 2012  | Moto2   | Tech 3 Racing               | Tech 3       | 17  | -     | -       | -     | -   | 112    | 9e       | -      |
| 2013  | MotoGP  | Monster Tech 3 Racing       | Yamaha       | 18  | -     | -       | -     | -   | 116    | 10e      | -      |
| 2014  | MotoGP  | Monster Tech 3 Racing       | Yamaha       | 18  | -     | 1       | -     | -   | 121    | 8e       | -      |
| 2015  | MotoGP  | Monster Tech 3 Racing       | Yamaha       | 18  | -     | 1       | -     | -   | 181    | 6e       | -      |
| 2016  | MotoGP  | Monster Tech 3 Racing       | Yamaha       | 15  | -     | -       | -     | -   | 62     | 17e      | -      |
| 2017  | MotoGP  | Red Bull KTM Factory Racing | KTM          | 17  | -     | -       | -     | -   | 29     | 21e      | -      |
| 2018  | MotoGP  | Red Bull KTM Factory Racing | KTM          | 18  | -     | -       | -     | -   | 38     | 18e      | -      |
| 2019  | MotoGP  | Aprilia Racing Team Gresini | Aprilia      | 4   | 0     | 0       | 0     | 0   | 0      | NC       | –      |
| 2019  | Moto2   | Petronas Sprinta Racing     | Kalex        | 1   | 0     | 0       | 0     | 0   | 0      | NC       | –      |
| 2019  | MotoE   | One Energy Racing           | Energica Ego | 6   | 0     | 4       | 0     | 0   | 88     | 2nd      | –      |
| 2020  | MotoGP  | Aprilia Racing Team Gresini | Aprilia      | 11  | -     | -       | -     | -   | 12     | 21e      | -      |
| Total |         |                             |              | 239 | 3     | 29      | 9     | 5   | 1597.5 |          | -      |

- *Saison en cours

### Par catégorie
(Mise à jour après le  Grand Prix moto du Portugal 2020)
| Cat.    | Année          | 1er GP   | 1er podium | 1re victoire | Courses | Victoires | Podiums | Pole | MTC | Points | Titres |
| ------- | -------------- | -------- | ---------- | ------------ | ------- | --------- | ------- | ---- | --- | ------ | ------ |
| 125 cm³ | 2006-2010      | ESP 2006 | FRA 2007   | ESP 2009     | 80      | 3         | 20      | 9    | 4   | 717.5  | -      |
| Moto2   | 2011-2012,2019 | QAT 2011 | GBR 2011   |              | 34      | -         | 3       | -    | 1   | 233    | -      |
| MotoGP  | Depuis 2013    | QAT 2013 | AUS 2014   |              | 119     | -         | 2       | -    | -   | 559    | -      |
| MotoE   | 2019           | ALL 2019 | ALL 2019   |              | 6       | -         | 4       | -    | -   | 88     | -      |
| Total   | 2006-?         |          |            |              | 239     | 3         | 29      | 9    | 5   | 1597.5 | -      |

### En détail
(Les courses en gras indiquent une pole position; les courses en italique indiquent un meilleur tour en course)
| Année | Catégorie | Moto    | 1       | 2       | 3       | 4       | 5       | 6       | 7       | 8       | 9       | 10      | 11      | 12     | 13     | 14      | 15      | 16      | 17     | 18     | 19    | Position | Points |
| ----- | --------- | ------- | ------- | ------- | ------- | ------- | ------- | ------- | ------- | ------- | ------- | ------- | ------- | ------ | ------ | ------- | ------- | ------- | ------ | ------ | ----- | -------- | ------ |
| 2006  | 125 cm3   | Honda   | ESP 17  | QAT 22  | TUR Ab. | CHN 22  | FRA 21  | ITA 19  | CAT 16  | P-B 16  | GBR 12  | ALL 12  | RTC     | MAL    | AUS 28 | JPN 8   | POR Ab. | VAL 12  |        |        |       | 19e      | 20     |
| 2007  | 125 cm3   | Honda   | QAT 12  | SPA 26  | TUR 8   | CHN 8   | FRA 3   | ITA 8   | CAT 6   | GBR 7   | NED DNS | GER 8   | CZE 13  | RSM 8  | POR 12 | JPN Ab. | AUS 16  | MAL 9   | VAL 8  |        |       | 10e      | 101    |
| 2008  | 125 cm3   | Aprilia | QAT 16  | SPA 3   | POR Ab. | CHN Ab. | FRA 2   | ITA 5   | CAT 14  | GBR 10  | NED 5   | GER 4   | CZE 6   | RSM 2  | IND 8  | JPN Ab. | AUS Ab. | MAL 2   | VAL 4  |        |       | 6e       | 150    |
| 2009  | 125 cm3   | Aprilia | QAT 5   | JPN 10  | SPA 1   | FRA 4   | ITA 1   | CAT 8   | NED 3   | GER Ab. | GBR 20  | CZE 4   | IND 2   | RSM 3  | POR 3  | AUS 2   | MAL 2   | VAL 2   |        |        |       | 2e       | 223,5  |
| 2010  | 125 cm3   | Aprilia | QAT 8   | SPA 4   | FRA 5   | ITA 4   | GBR 3   | NED 4   | CAT 2   | GER 5   | CZE 6   | IND Ab. | RSM 4   | ARA 3  | JPN 3  | MAL 5   | AUS 5   | POR 3   | VAL 1  |        |       | 4e       | 223    |
| 2011  | Moto2     | Tech 3  | QAT 9   | SPA 4   | POR 29  | FRA 9   | CAT 19  | GBR 2   | NED 3   | ITA 3   | GER Ab. | CZE Ab. | IND 4   | RSM 6  | ARA 6  | JPN 7   | AUS 18  | MAL DNS | VAL 23 |        |       | 7e       | 121    |
| 2012  | Moto2     | Tech 3  | QAT 9   | SPA 11  | POR 10  | FRA 9   | CAT 12  | GBR 7   | NED 6   | GER 7   | ITA 4   | IND 15  | CZE 8   | RSM 8  | ARA 5  | JPN Ab. | MAL 7   | AUS 11  | VAL 16 |        |       | 9e       | 112    |
| 2013  | MotoGP    | Yamaha  | QAT Ab. | AME 12  | ESP 10  | FRA 9   | ITA 9   | CAT 6   | P-B 9   | ALL 6   | USA Ab. | IND 8   | RTC Ab. | GBR 9  | RSM 11 | ARA 7   | MAL 7   | AUS 6   | JPN 8  | VAL 7  |       | 10e      | 116    |
| 2014  | MotoGP    | Yamaha  | QAT Ab. | AME 5   | ARG 7   | SPA 8   | FRA 10  | ITA Ab. | CAT 10  | NED 8   | GER 19  | IND 6   | CZE 9   | GBR 22 | RSM 7  | ARA 5   | JPN 9   | AUS 3   | MAL 5  | VAL 14 |       | 8e       | 121    |
| 2015  | MotoGP    | Yamaha  | QAT 8   | AME 6   | ARG 6   | ESP 8   | FRA 6   | ITA 5   | CAT 5   | P-B 7   | GER 6   | IND 6   | CZE 7   | GBR 7  | RSM 2  | ARA 8   | JPN 7   | AUS 10  | MAL 4  | VAL 6  |       | 6e       | 181    |
| 2016  | MotoGP    | Yamaha  | QAT 8   | ARG 8   | AME 17  | SPA 12  | FRA Ab. | ITA 7   | CAT Ab. | NED 13  | GER 13  | AUT 9   | CZE Ab. | GBR    | RSM    | ARA     | JPN 13  | AUS 8   | MAL 14 | VAL 9  |       | 17e      | 62     |
| 2017  | MotoGP    | KTM     | QAT 17  | ARG 15  | AME 16  | ESP 14  | FRA 13  | ITA 20  | CAT DNS | GER Ab. | NED 14  | AUT Ab. | CZE 18  | GBR 17 | RSM 10 | ARA 19  | JPN 17  | AUS 10  | MAL 12 | VAL 11 |       | 21e      | 29     |
| 2018  | MotoGP    | KTM     | QAT 18  | ARG Ab. | AME 16  | SPA 13  | FRA 14  | ITA 14  | CAT Ab. | NED 17  | GER 10  | CZE Ab. | AUT 14  | GBR C  | RSM 16 | ARA 13  | THA 15  | JPN 12  | AUS 10 | MAL 15 | VAL 8 | 18e      | 38     |

- *Saison en cours

Système d’attribution des points
| Position | 1er | 2e | 3e | 4e | 5e | 6e | 7e | 8e | 9e | 10e | 11e | 12e | 13e | 14e | 15e |
| Points   | 25  | 20 | 16 | 13 | 11 | 10 | 9  | 8  | 7  | 6   | 5   | 4   | 3   | 2   | 1   |

| Couleur | Résultat                     |
| ------- | ---------------------------- |
| Or      | Vainqueur                    |
| Argent  | 2e place                     |
| Bronze  | 3e place                     |
| Vert    | Terminé, dans les points     |
| Bleu    | Terminé, pas dans les points |
| Violet  | Abandon (Ab.) ou (Ret)       |
| Violet  | Non classé (NC)              |
| Rouge   | Pas qualifié (DNQ)           |
| Noir    | Disqualifié (DSQ)            |
| Blanc   | Pas au départ (DNS)          |
| Blanc   | Forfait (WD)                 |
| Blanc   | N'a pas participé (DNP)      |
| Blanc   | Blessé (INJ)                 |
| Blanc   | Exclu (EX)                   |
| Blanc   | Course annulée (C)           |

## Palmarès

### Victoires en 125 cm³: 3
| Année | Lieu du Grand Prix                           | Circuit                    | Ville                |
| ----- | -------------------------------------------- | -------------------------- | -------------------- |
| 2009  | Grand Prix moto d'Espagne                    | Circuit permanent de Jerez | Jerez de la Frontera |
| 2009  | Grand Prix moto d'Italie                     | Circuit du Mugello         | Florence             |
| 2010  | Grand Prix moto de la Communauté valencienne | Circuit de Valence         | Valence              |